# Steindachneridion doceanum
Steindachneridion doceanum är en fiskart som först beskrevs av Eigenmann och Eigenmann, 1889.  Steindachneridion doceanum ingår i släktet Steindachneridion och familjen Pimelodidae. Inga underarter finns listade i Catalogue of Life.